# Estación de Onze de Setembre
La estación de Onze de Setembre de las líneas 9 y 10 del metro de Barcelona, está ubicada en el antiguo municipio y desde 1897 barrio barcelonés de San Andrés de Palomar. La estación tiene un solo acceso desde la intersección de la calle Virgili con la Rambla de l'Onze de Setembre. La zona donde se ubica la estación tiene una importante cantidad de población, y además la Escuela Superior de Diseño y Arte Llotja. La estación dispone de ascensores y escaleras mecánicas. Los arquitectos encargados de su diseño fueron Tomàs Morató y Jaume Arderiu.

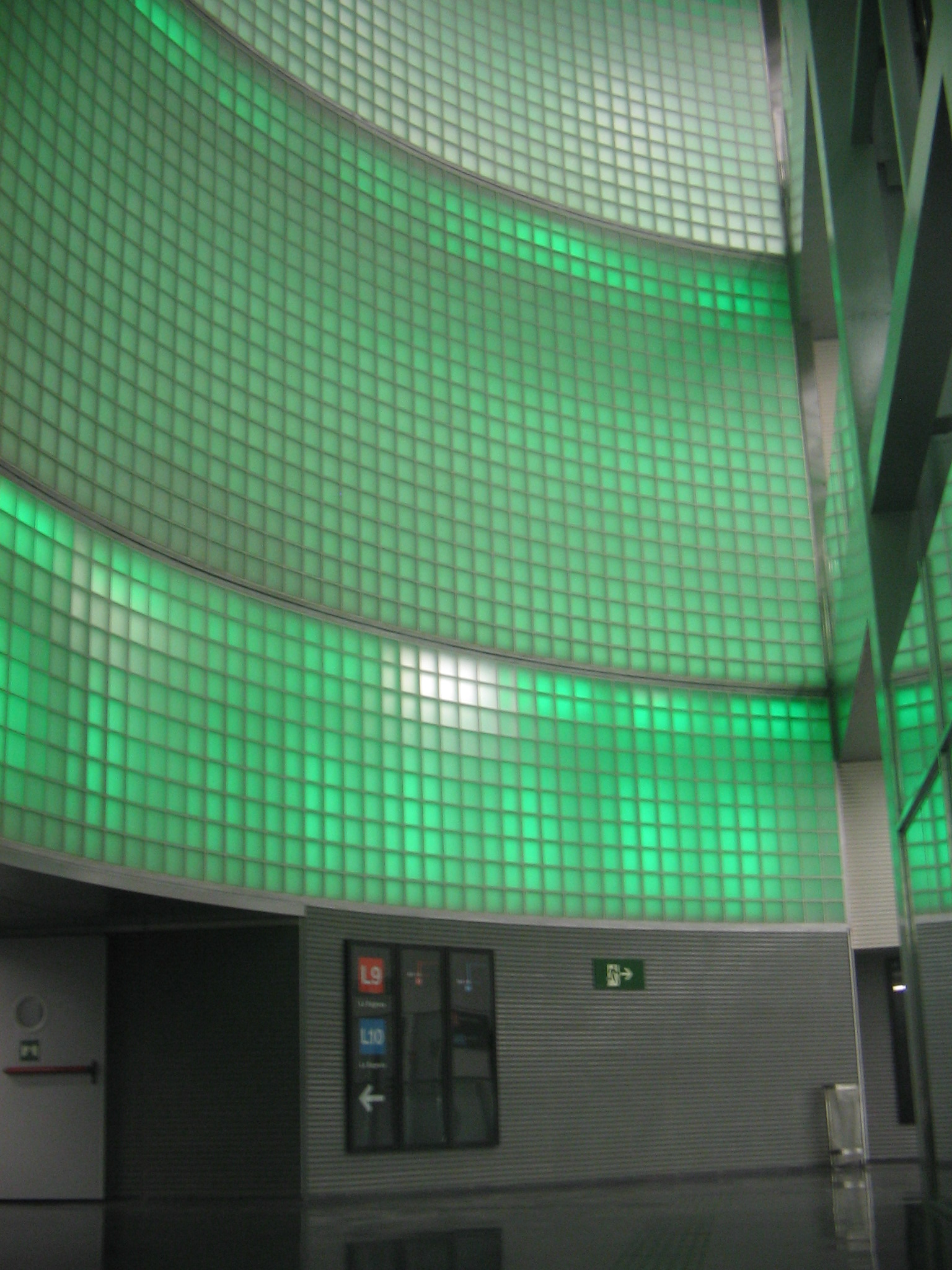
Imagen del pre-andén dirección La Sagrera.

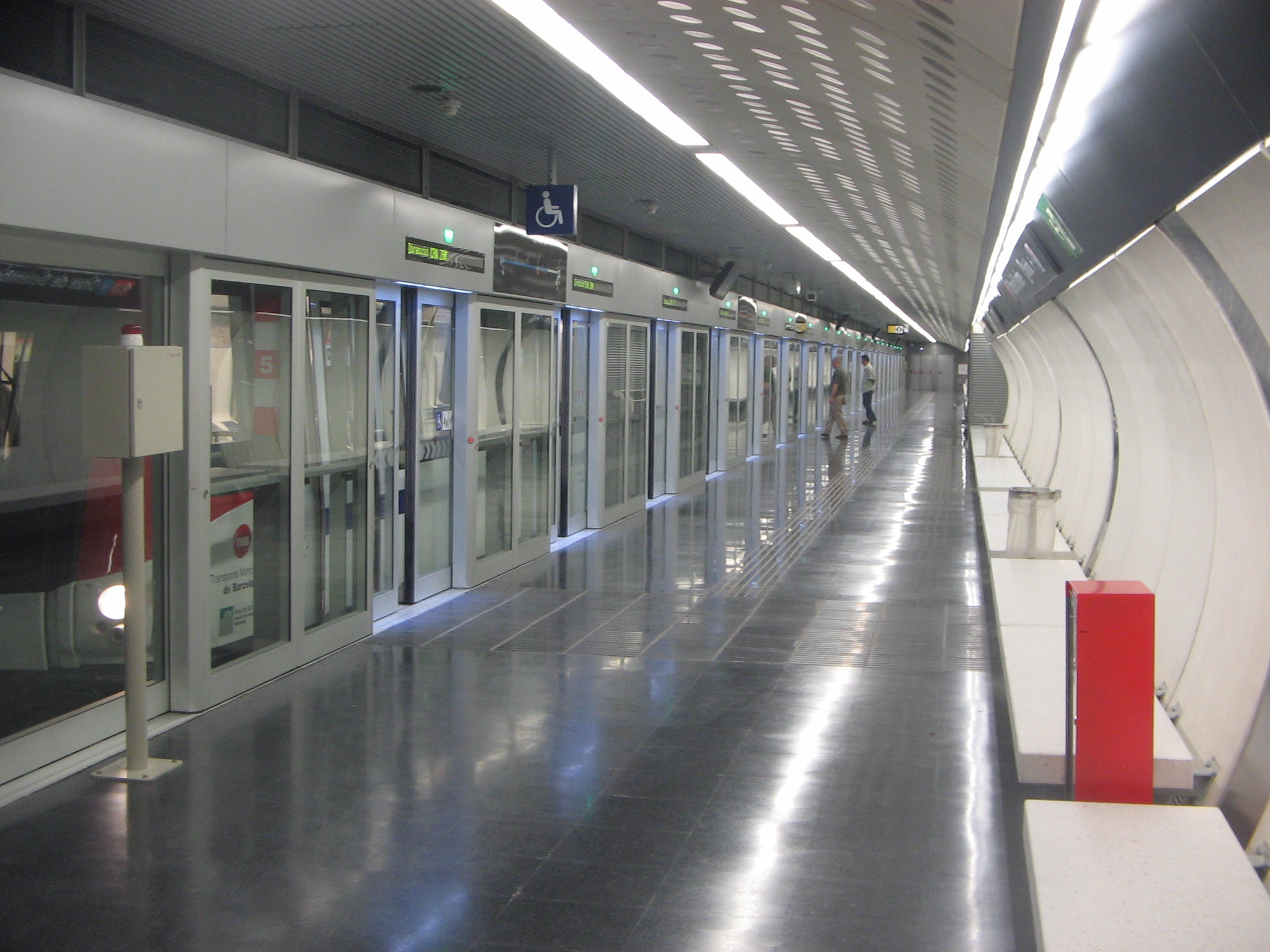
Andén dirección Can Zam (L9)/ Gorg (L10)

| << cabecera | < estación  | línea  | estación > | cabecera >> |
| ----------- | ----------- | ------ | ---------- | ----------- |
| Metro       |             |        |            |             |
| La Sagrera  | La Sagrera  |        | Bon Pastor | Can Zam     |
| Aeroport T1 | Sagrera-TAV | (20??) | Bon Pastor | Can Zam     |
| La Sagrera  | La Sagrera  |        | Bon Pastor | Gorg        |
| Pratenc     | Sagrera-TAV | (20??) | Bon Pastor | Gorg        |

- Datos: Q4889695
- Multimedia: Onze de Setembre metrostation / Q4889695